# World Trade Center Building
Il World Trade Center Building (世界貿易センタービル?) è un grattacielo commerciale di 40 piani situato a Hamamatsuchō, Minato, Tokyo. Completato nel 1970, l'edificio è uno dei primi grattacieli del Giappone. Al suo completamento, il WTC Building, alto 163 metri, prese il titolo di grattacielo più alto del Giappone dall'edificio Kasumigaseki. Ha mantenuto questo titolo fino a quando la Torre Nord del Keio Plaza Hotel è stata completata un anno dopo.
L'edificio ospita il World Trade Center di Tokyo, membro della World Trade Centers Association. Viene utilizzato principalmente per uffici, ma include anche negozi e ristoranti. L'ultimo piano dell'edificio è un osservatorio per i visitatori. L'edificio è collegato alla Stazione Daimon delle Toei Subways e alla Stazione di Hamamatsuchō, servita da due linee JR East e dalla monorotaia di Tokyo.

## Inquilini uffici
L'edificio funge da quartier generale della KYB Corporation, una società automobilistica mondiale.

## Demolizione pianificata
Nel 2014, il World Trade Center Building è stato acquistato dalla Nippon Life Insurance Company, che prevede di demolire l'edificio per consentire la costruzione di un nuovo edificio per uffici sul sito.